# مركبة الهبوط الذكية لاستكشاف القمر
مركبة الهبوط الذكية لاستكشاف القمر (Smart Lander for Investigating Moon SLIM) هي مهمة هبوط على سطح القمر تابعة لوكالة استكشاف الفضاء اليابانية (JAXA). خُطط في عام 2017 أن يكون إطلاق المركبة في عام 2021، ولكن تأجل ذلك حتى عام 2023 بسبب التأخير في مهمة مشاركة الرحلات الخاصة بـ SLIM، ومهمة التصوير بالأشعة السينية والتحليل الطيفي (XRISM). وقد جرى إطلاقها بنجاح في 6 سبتمبر 2023 الساعة 23:42 بالتوقيت العالمي (7 سبتمبر 08:42 بتوقيت اليابان القياسي). ودخلت المدار حول القمر في 25 ديسمبر 2023، وهبطت في 19 يناير 2024 الساعة 15:20 بالتوقيت العالمي. وبذلك أصبحت اليابان الدولة الخامسة التي تهبط على سطح القمر.

## خلفية
تُعد مهمة SLIM هي أول مهمة يابانية للهبوط على سطح القمر، وتهدف إلى إثبات الهبوط الدقيق والمحدد على سطح القمر. أثناء هبوط المركبة إلى القمر ستتعرف على الفوهات القمرية من خلال تطبيق تقنية أنظمة التعرف على الوجه، وتحدد موقعها من خلال استخدام بيانات المراقبة التي جمعتها مهمة المركبة المدارية القمرية سيلين. تهدف SLIM إلى القيام بهبوطٍ ناعم بمدى دقة يصل إلى 100 م (330 قدم). بالمقارنة بدقة الوحدة القمرية أبولو 11 إيجل عام 1969 التي كانت بيضاوية الشكل وكانت بطول 20 كـم (12 ميل) وعرض 5 كـم (3.1 ميل). وفقًا لما ذكره يوشيفومي إيناتاني، نائب المدير العام لمعهد جاكسا لعلوم الفضاء والملاحة الفضائية (ISAS)، فإن النجاح في هذا الهبوط الدقيق للغاية سيؤدي إلى تحسين جودة استكشاف الفضاء.
وتبلغ التكلفة المتوقعة لتطوير هذا المشروع 18 مليار ين أي 121.5 مليون دولار أمريكي.

## المهمة
جرى إطلاق SLIM بنجاح مع مهمة التصوير والتحليل الطيفي بالأشعة السينية (XRISM) في 6 سبتمبر 2023 الساعة 23:42 بالتوقيت العالمي (7 سبتمبر 08:42 بتوقيت اليابان القياسي)، وكان من المقرر أن تهبط بالقرب من فوهة شيولي (13.3° جنوبًا، 25.2° شرقًا) عبر حدود ثبات ضعيفة (Weak stability boundary) مثل المسار. دخلت SLIM المدار القمري في 25 ديسمبر بتوقيت اليابان.
هبطت مركبة الهبوط القمرية، الملقبة بقناص القمر Moon Sniper، لدقة هبوطها الدقيق للغاية، حيث يبلغ القطع الناقص الهبوطي قرابة 100 متر (330 قدم)، وقد هبطت على سطح القمر في 19 يناير 2024، عند بحر الرحيق (Sea of Nectar)، جنوب فوهة ثيوفيلوس. أصبحت اليابان الدولة الخامسة التي نجحت في الهبوط الناعم على سطح القمر، بعد الولايات المتحدة الأمريكية والاتحاد السوفييتي والصين والهند.
بعد الهبوط، تلقت وكالة استكشاف الفضاء اليابانية إشارات من مركبة الهبوط، لكنها لم تتمكن من توليد الطاقة، ربما بسبب التوجيه الخاطئ لألواحها الشمسية.

## المستكشفات

### مركبة الرحلات القمرية 1
مركبة الرحلات القمرية 1 (Lunar Excursion Vehicle 1 LEV-1) هي مركبة قمرية تتحرك باستخدام آلية القفز. وتحتوي على معدات اتصال مباشرة إلى الأرض، وكاميرات ضوئية مرئية واسعة الزاوية (2)، ومعدات كهربائية صغيرة وهوائيات ذات نطاق UHF مأخوذة من MINERVA وOMOTENASHI.
الحمولات العلمية:
- ميزان الحرارة
- مراقب الإشعاع
- مقياس الميل

### مركبة الرحلات القمرية 2
مركبة الرحلات القمرية 2 (LEV-2) أو SORA-Q [sora-q]، هي مركبة صغيرة طورتها وكالة استكشاف الفضاء اليابانية بالتعاون المشترك مع شركة تومي Tomy ومجموعة سوني Sony وجامعة دوشيشا Doshisha، ووقد جرى تركيبها على مركبة SLIM. تبلغ كتلة المركبة 250 جرامًا وهي مجهزة بكاميرتين صغيرتين. يمكن لـ LEV-2 تغيير شكلها ليعمل على سطح القمر لمدة ساعتين تقريبًا. وهي المركبة الفضائية الثانية من نوعها التي تحاول إجراء عمليات على سطح القمر، حيث كانت الأولى في مهمة Hakuto-R Mission 1، لكنها تحطمت مع مركبة الهبوط.

## التاريخ
بدأ المُقترح الذي عُرف لاحقًا باسم SLIM في عام 2005، باسم Small Lunar Landing Experiment Satellite (小型月着陸実験衛星). وفي 27 ديسمبر 2013، دعت ISAS إلى تقديم مقترحات بشأن "مهمة مُركَّزة متوسطة الحجم يجري اختيارها بشكل تنافسي" "Competitively-Chosen Medium-Sized Focused Mission"، وكانت SLIM من بين المقترحات السبعة المُقدَّمة. وفي يونيو 2014، اجتازت SLIM الاختيار نصف النهائي جنبًا إلى جنب مع مهمة عرض التقنية DESTINY+، وفي فبراير 2015، اختيرت SLIM في النهاية. واعتبارًا من أبريل 2016، أصبحت SLIM مشروعًا داخل وكالة استكشاف الفضاء اليابانية. وفي مايو 2016، ورد أن شركة ميتسوبيشي Mitsubishi Electric (MELCO) فازت بعقد بناء المركبة الفضائية. حيث كان من المقرر أن تكون SLIM ثاني مركبة هبوط يابانية على سطح القمر تعمل من سطح القمر؛ في 27 مايو 2016، أعلنت وكالة ناسا أن مركبة الهبوط OMOTENASHI (التقنيات المتميزة لاستكشاف القمر التي أظهرتها تقنية Nano Semi-Hard Impactor) التي جرى تطويرها بشكل مشترك بواسطة JAXA وجامعة طوكيو قد جرى إطلاقها كحمولة ثانوية على نظام الإطلاق الفضائي (SLS) أرتيمس 1. كان من المفترض أن تقوم أوموتيناشي بإنزال مركبة هبوط صغيرة على سطح القمر تزن 1 كجم، ولكن في 21 نوفمبر 2022، أعلنت وكالة استكشاف الفضاء اليابانية أن محاولات الاتصال بالمركبة الفضائية توقفت، بسبب فشل الخلايا الشمسية في توليد الطاقة بسبب توجهها بعيدًا عن الشمس، وأنها لن تواجه الشمس مرة أخرى حتى مارس 2023.
في عام 2017، بسبب صعوبات التمويل الناشئة عن تكلفة تطوير XARM (XRISM)، جرى تحويل إطلاق SLIM من رحلة إبسيلون مخصصة إلى رحلة مشاركة الرحلات H-IIA. على أن يجري تحويل المتوفر من التكلفة لتطوير أقمار صناعية أخرى متأخرة عن الجدول الزمني بسبب XRISM.

## روابط خارجية
- الموقع الرسمي للمشروع باللغة اليابانية
- صفحة جاكسا SLIM
- صفحة ISAS/JAXA SLIM